# The Particular Cowboys
The Particular Cowboys (Os vaqueiros particulares) é um curta-metragem mudo norte-americano de 1914, do gênero comédia, com participação de Oliver Hardy.

## Elenco
- Frances Ne Moyer - Muriel
- Raymond McKee - Jake
- Ben Walker - Bill
- Oliver Hardy - Um vaqueiro (como Babe Hardy)